# Parahancornia fasciculata
La  amapa,  naranjo podrido, Parahancornia fasciculata, es una especie de planta con flor de la familia de las Apocynaceae.

## Descripción
Es un árbol lactífero, de hasta 20 m (raramente 35 m); corteza gris clara, con fisuras verticales y horizontales. Madera blanda, color crema, látex blanco.
Se consume la pulpa de su fruta, cruda.
Tiene hojas opuestas, lanceoladas, coriáceas, de 4-6 cm x 1,5-2,5 cm, ápices redondeados a obtusos, márgenes enteros, pecíolos de 2,5 a 5 mm de largo; inflorescencias terminales, cimosas, adyacentes con 20-50(-90)-flores, blancas, muy perfumadas; cáliz tetrapartido.

## Uso medicinal
Como cicatrizante, asma, sífilis, bronquitis.

## Taxonomía
Parahancornia fasciculata fue descrita por Nicholas Edward Brown y publicado en Journal of Botany, British and Foreign 66: 141. 1928.
Sinonimia
- Tabernaemontana fasciculata Poir. in J.B.A.P.M.de Lamarck, Encycl. 7: 531 (1806).
- Thyrsanthus fasciculatus (Poir.) Miers, Apocyn. S. Amer.: 100 (1878).
- Couma fasciculata (Poir.) Benoist, Arch. Bot. Mém. 5: 253 (1933).
- Macoubea fasciculata (Poir.) Lemée, in Fl. Guyane Franç. 3: 298 (1954).
- Malouetia lactiflua Miers, Apocyn. S. Amer.: 88 (1878).
- Tabernaemontana lactiflua Miers, Apocyn. S. Amer.: 289 (1878).
- Hancornia amapa Huber, Bol. Mus. Paraense Hist. Nat. Ethnogr. 3: 443 (1899).
- Parahancornia amapa (Huber) Ducke, Arch. Jard. Bot. Río de Janeiro 3: 242 (1922).[5]